# Бенедикт XVI
Бенеди́кт XVI (лат. Benedictus PP. XVI), при народженні Йо́зеф Алої́з Ра́тцинґер (нім. Joseph Aloisius Ratzinger; 16 квітня 1927, Марктль-ам-Інн, Баварія, Німецька Держава — 31 грудня 2022, Ватикан) — 265-й Папа Римський (19 квітня 2005 — 28 лютого 2013), колишній голова католицької церкви та суверен держави Ватикан. Після відречення і аж до смерті носив титул почесний Папа Римський (Папа-емерит).
Один з найближчих співпрацівників Івана Павла II, до обрання папою очолював Колегію кардиналів і Конгрегацію з питань віри. Автор близько 60 книг: «Вступ до християнства», «Есхатологія», «Звіт про стан віри», «Бог Ісуса Христа», «Сіль землі», «Християнство та Католицька Церква на зламі тисячоліть» тощо.
11 лютого 2013 року Бенедикт XVI у зверненні заявив, що зречеться Святого престолу 28 лютого того ж року. Понтифік пояснив свій крок поганим станом здоров'я. 28 лютого 2013 року Папа Бенедикт зрікся престолу. З того часу він проживав у монастирі Mater Ecclesiae, який знаходиться на території Ватикану.

## Біографія

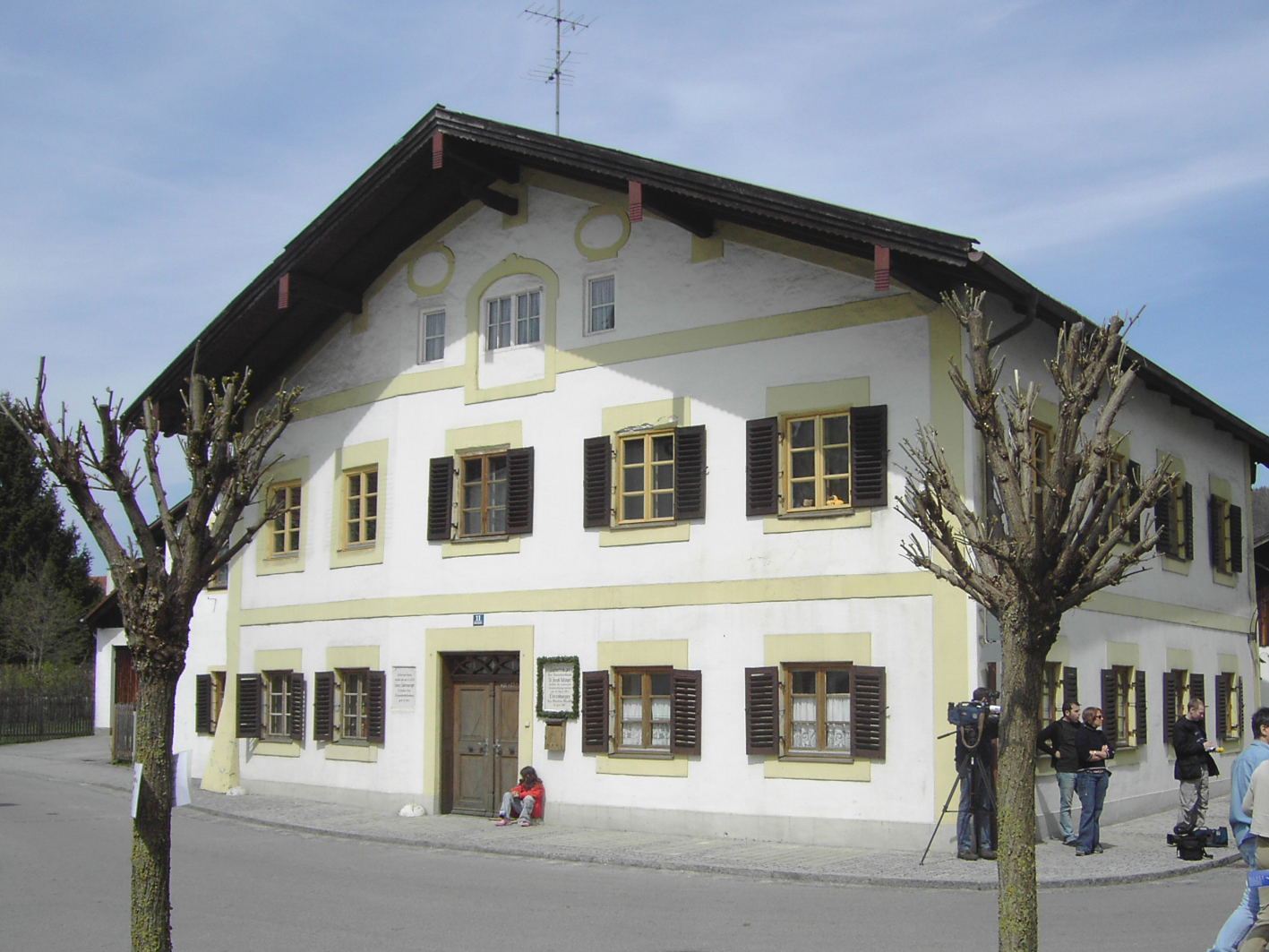
Будинок у Марктлі, де жив Йозеф Ратцинґер

Народився у Велику Суботу, 16 квітня 1927 року в баварському містечку Марктл-ам-Інн в родині офіцера поліції. У Йозефа була сестра Марія Ратцинґер (7 грудня 1921—2 листопада 1991) і брат, церковний музикант та священник Ґеорґ Ратцинґер (15 січня 1924—1 липня 2020). Його дядько Ґеорґ Ратцинґер був священником, політиком і письменником (1844—1899).
1939 року вступив до католицької духовної семінарії у Траунштайні.
1943 року 16-річний семінарист був призваний в армію до корпусу протиповітряної оборони, а 1944 року — до вермахту. В 1945 році інтернований німецький солдат потрапив до табору союзників, про який згадував з жахом.
29 червня 1951 року мюнхенський кардинал Фаульгабер висвятив Ратцинґера в сан священника.
1953 року 26-річний Йозеф блискуче захистив дисертацію про спадщину Святого Августина і прославився як найкращий із теологів Німеччини. 1959 року Ратцинґер став викладачем кафедри теології Боннського університету.
Брав участь у Другому Ватиканському соборі як радник-теолог кардинала Йозефа Фрінґуса, проте схвалив не всі з проголошених на соборі реформ.
1966 року став головним експертом у питаннях догматичної теології у Тюбінгенському університеті, де стався ще один перелом в його житті: Йозеф Ратцинґер взявся бути головним ідеологічним опонентом промарксистських студентських заворушень, що охопили в 1960-ті роки всю Європу. 1972 року на противагу антиклерикальним журналам і газетам, що заполонили Європу, Ратцинґер заснував теологічний журнал Communio, який досі є одним із найпопулярніших католицьких видань світу.
У березні 1977 року Ратцинґер був рукоположений у єпископський сан Йозефом Штанглем, опікувався дієцезіями в архиєпархії Мюнхена та Фрайзінга. У червні 1977 року Папа Павло VI звів його в сан кардинала.
Йозеф Ратцинґер — інтелектуал і богослов: знав 10 мов і мав 8 докторських ступенів з теології та філософії, — і при цьому був переконаним консерватором. Він отримав прізвисько «залізний кардинал», уславившись своїм неприйняттям розлучень, абортів, гомосексуальних шлюбів, клонування та мультикультуралізму. Хоча за віком були кардинали старші за нього, він перебував у кардинальському сані довше за всіх (з 1977 року).
1980 року Ратцинґер відхилив пропозицію Папи Івана Павла II очолити Конґреґацію католицької освіти. 1981 року погодився з призначенням на пост префекта Конґреґації доктрини віри, який займав до піднесення у гідність Папи.
3 грудня 2002 року Ратцинґера обрано деканом Колегії кардиналів. Він був також членом комісії Ecclesia Dei, створеної на підставі однойменного Motu proprio Папи Івана Павла II.

Країни, які відвідав Папа Бенедикт XVI

19 квітня 2005 року кардинал Ратцинґер був обраний Папою Римським, прийнявши ім'я Бенедикта XVI.

### Понтифікат
Протягом майже восьми років понтифікату Бенедикт XVI провів низку реформ, на його рахунку — 24 апостольські подорожі, відвідини 5 континентів та 30 пастирських візити в Італії. Очолюючи Святий престол, папа написав три енцикліки, чотири Апостольські напоумлення, 129 Апостольських послань, 116 Апостольських конституцій та ін.
Перша енцикліка була видана всього через вісім місяців після його обрання папою під назвою «Бог є Любов» (лат. Deus Caritas Est) і присвячена темам людської і божественної любові. У 2007 році була опублікована друга енцикліка «Надією спасенні» (лат. Spe Salvi), в якій Бенедикт XVI пояснював причини, які надихають християн тривати у надії на вічне життя. «Любов у правді» (лат. Caritas in Veritate) — третя енцикліка, опублікована в 2009 році. У ній папа піднімав тогочасні соціальні теми, запропонував модель розвитку, засновану на любові та повазі до інших, а також способи допомоги країнам у глобальній економічній кризі.
Апостольські напоумлення стосувалися таких тем як таїнство Євхаристії, Слово Боже і місія церкви, церква в Африці й церква на Близькому Сході. Бенедикт XVI також взяв участь у трьох виступах на теми ефективного управління та відносин між церквою і державою у Парижі, Лондоні та Берліні, виголосив академічну промову в Регенсбурзі, Німеччина. Окрім того, папа залишав велику кількість катехез і проповідей.

### Зречення
11 лютого 2013 року Бенедикт XVI оголосив, що через погіршення здоров'я зречеться престолу о 20:00 28 лютого 2013 року. Востаннє Папа Римський оголошував про своє добровільне зречення від престолу 1415 року. Тоді престолу зрікся Григорій XII. Упродовж усієї історії Католицької церкви до нього лише семеро понтифіків зреклися папства: Климент I, Понтіан, Сільверій, Бенедикт IX, Григорій VI, Целестин V і Григорій XII. Від попередника, що також зрікся Апостольського престолу, папу Бенедикта XVI відділяли майже 600 років. 28 лютого 2013 року Бенедикт XVI оголосив про зречення від престолу. Від цього часу і до кінця життя він офіційно вважався почесним Папою Римським (Папою-емеритом).
27 квітня 2014 року Бенедикт XVI брав участь у церемонії канонізації пап Івана XXIII та Івана Павла II.

### Чин похорону
Серце Папи-емерита перестало битися 31 грудня 2022 року о 9:34 римського часу в його резиденції на території Ватиканських садів. Святі Таїнства останнього разу він отримав ввечері, 28 грудня, після Святої Меси в монастирі «Mater Ecclesiae».
2 січня 2023 року тіло Папи-емерита виставлене в базиліці Святого Петра, щоби дати можливість попрощатися всім бажаючим.
Похорон Бенедикта XVI відбувся у четвер, 5 січня 2023 року на площі святого Петра у Ватикані. Очолював похорон о 9:30 Папа Франциск, про що повідомив речник Апостольської Столиці Маттео Бруні під час брифінгу для журналістів, акредитованих при пресслужбі Святого Престолу, що відбувся опівдні 31 грудня 2022 року.

## Погляди
Часто Бенедикта XVI розглядають як консервативного Папу, особливо порівняно з Іваном Павлом II. У 2000-х роках єпископи США схвалили новий переклад Святого Писання, в якому багато термінів чоловічого роду були замінені на поняття середнього роду (щоби не дискримінувати жінок). Кардинал Ратцинґер домігся заборони використання Церквою перекладу, який вважався «ревізіоністським».
Тим часом у Німеччині вийшла друком книжка самого Йозефа Ратцинґера, де уродженець Баварії розповів про своє бачення майбутнього католицизму. З неї випливає, що Ратцинґер пропонує консервативний шлях розвитку церкви і «повернення до джерел». У своєму огляді книжки Й. Ратцинґера газета Süddeutsche Zeitung писала, що кардинал вважає європейське християнство порятунком для цивілізації на континенті.
У 2003 році в Інтернеті з'явився сайт англійською мовою, присвячений життю і служінню кардинала Йозефа Ратцинґера, префекта Конгрегації віровчення. На головній сторінці задекларовано місію кардинала Йозефа Ратцинґера — проголошувати та захищати доктрину віри й моралі в католицькому світі. Ці слова Івана Павла II багато в чому пояснюють популярність фан-клубу кардинала.
Бенедикт XVI виступав за живий діалог між релігією та сучасністю. Він казав про це в прямих ефірах, твітах та книгах. Але в першу чергу, в своїх промовах. Він не раз виступав проти протиставлення раціонального начала Бога. «Бог — це не дещо абсурдне, що творить розум», — казав понтифік. Під час останнього візиту в Німеччину 2011 року Папа Бенедикт заявив: «Де є Бог, там є майбутнє. Сказано, де ми даємо божій любві повністю впливати на наше життя, там відкриті небеса».
22 вересня 2008 року в ході відвідин одного з німецьких університетів він процитував вислів візантійського імператора Мануїла ІІ Палеолога про суть джихада, який звичайно трактують, як священна війна «мусульман та невірних». «Покажіть мені, що нового приніс Мухаммед, і ви побачите речі тільки злі і нелюдяні, такі, як його вказівки мечем поширювати віру, яку він проповідував», — заявив Папа. Мусульманські релігійні діячі зажадали відставки Папи Бенедикта. Відповідний документ ухвалили представники ісламу за підсумками одноденних зборів у Пакистані. Бенедикт «має бути негайно зміщений за розпалювання війни і ненависті між представниками різних релігій», — наголошується в заяві.
Офіційний Ватикан висловив «крайній жаль» у зв'язку з тим, що багато визнали його висловлювання образливим. Святий престол заявляв, що промова Папи була інтерпретована невірно. При цьому наголошувалося, що позиція голови церкви відповідає офіційній позиції католицької церкви, «яка поважає мусульман, які поклоняються єдиному Богу».
14 вересня 2012 року Папа Бенедикт з офіційним візитом відвідав Ліван, щоб принести посилання миру в регіон, який роздирають громадянська війна в Сирії та протести ісламістів проти США в Лівії та Єгипті. Таким чином, це стало першим відвідуванням Лівану лідером католицької церкви за останні 15 років. Під час візиту Папа заявив, що відносини між християнами та мусульманами цієї країни повинні послужити взірцем для решти країн Близького Сходу. В своїй промові Папа закликав жителів регіону до миру і засудив фундаменталізм у всіх регіонах.

## Цікаві факти з біографії
За ревність у захисті віри Католицької церкви Бенедикт XVI отримав прізвисько «залізний кардинал». Відколи з'явилася можливість фіксації пап на фото Бенедикт XVI був названий одним із найменш фотогенічних понтифіків через відсутність емоцій. Проте, саме він став першим понтифіком, який активно використовував соціальні мережі, вирішивши у 2012 році створити обліковий запис @Pontifex у Твіттері. У 2007 році письменниця Жанна Переґо називала Бенедикта XVI справжнім «католиком» і написала ілюстровану біографічну книжку для дітей «Йозеф і Чіко: життя Папи Бенедикта XVI, яке розповідає кіт», яку розповідає його домашній улюбленець — кіт Чіко. Бенедикт XVI був дуже прив'язаний до котів, про що засвідчують усі його біографи. Кардинал Тарчізіо Бертоне, який працював пліч-о-пліч із кардиналом Йозефом Ратцинґером у Римській курії, сказав, що коти були його «великою любов'ю». Під час своєї служби як префекта Конгрегації віровчення майбутній Папа часто годував котів, які жили у ватиканських садах.
Крім того, понтифік захоплювався класичною музикою протягом усього життя. Це спонукало його у 2009 році здійснити запис альбому сучасної класичної музики «Alma Mater» на студії, де свого часу творила легендарна «ліверпульська четвірка». У цьому альбомі папа співає та читає молитви до Діви Марії під мелодію Королівського філармонічного оркестру разом із голосами Римської філармонічної академії. До одних з улюблених композиторів понтифіка належали Вольфганг Амадей Моцарт і Йоганн Себастьян Бах. На 80-тиріччя отримав особливий музичний подарунок: композитор Вольфганг Зайфен написав на його честь месу «Missa solemnis» для мішаного хору з чотирьох-восьми голосів, симфонічного оркестру та органа.

## Вибрані твори
Українською мовою видано десять книг Йозефа Ратцинґера.
- Рацінґер Йосиф. Цінності в часи перемін: Долання майбутніх викликів / Пер. з нім. О. Конкевича. — Львів: Місіонер, 2006. — 168 с. ISBN 966-658-067-5. Ця книга написана перед початком понтифікату про душу сучасного світу, зорієнтованого на економіку й політику. Німецькою видана у 2005 році.
- Бенедикт XVI (Рацінґер Йосиф). Сіль землі: Християнство й Католицька Церква в XXI столітті: Розмова Петера Зевальда з Йосифом Рацінґером / Пер. з нім. О. Конкевича. — Львів: Місіонер, 2007. — 282 с. ISBN 978-966-658-103-0.  Ця книга вперше видана в Німеччині ще у 1996 році, коли Йосиф Рацінґер був кардиналом й очолював римську конгрегацію у справах віровчення.
- Рацінґер Йосиф. Вступ до християнства: Лекції про Апостольський символ віри з новим вступним есеєм / Пер. з нім. О. Конкевича. — Львів: Місіонер, 2008. — 332 с. ISBN 978-966-658-159-7. Ця книга виникла з курсу лекцій, які автор читав своїм студентам і написана у 1968 р., з поясненням головних засад християнства, стисло викладених у формулюваннях символу віри «Вірую». Переклад здійснено за виданням 2006 року.
- Бенедикт XVI. Бог і світ: Таїнства християнської віри. — Львів: Місіонер, 2009. — 420 с. ISBN 978-966-658-199-3. Друга книга — інтерв'ю з папою німецького журналіста Петера Зевальда.
- Бенедикт XVI. Божа революція. — Львів: Місіонер, 2009. — 132 с. ISBN 978-966-658-200-6. Збірка промов Папи Бенедикта XVI під час та з нагоди проведення XX Всесвітніх днів молоді.
- Бенедикт XVI. Нова пісня Господеві: Віра в Христа та Літургія у наш час. — Львів: Місіонер, 2009. — 264 с. ISBN 978-966-658-250-1.
- Бенедикт XVI. Ісус з Назарету, ч. І: Від хрещення в Йордані до Переображення / Пер. з нім. О. Конкевича. — Львів: Місіонер, 2009. — 412 с. ISBN 978-966-658-182-5. Це перша частина задуманого автором глибокого дослідження і охоплює період від Хрещення в Йордані до Переображення.
- Бенедикт XVI. Ісус з Назарету, ч. ІІ: Від в'їзду в Єрусалим до Воскресіння. — Львів: Місіонер, 2013. — 288 с. ISBN 978-966-658-245-7. Друга частина трилогії.
- Бенедикт XVI. Ісус з Назарету: Пролог. Дитячі роки Ісуса. — Львів: Місіонер, 2013. — 116 с. ISBN 978-966-658-298-3. Остання з трилогії.
- Бенедикт XVI. Світло світу: Папа, Церква і знаки часу. — Львів: Місіонер, 2015. — 224 с. ISBN 978-966-658-337-9. Третя книга-інтерв'ю папи Бенедикта XVI з німецьким журналістом Петером Зевальдом.

## Енцикліки
- Deus Caritas Est, 25 грудня 2005, вид.: Бог є любов: Енцикліка Вселенського архиєрея Венедикта XVI про християнську любов. — Львів: Місіонер, 2008. — 58 с. — ISBN 978-966-658-160-3)
- Spe Salvi, 30 листопада 2007 [Архівовано 15 березня 2017 у Wayback Machine.] (вид.: Спасенні надією: Енцикліка про християнську надію. — Львів: Місіонер, 2008. — 62 с. ISBN 978-966-658-161-0)
- Caritas In Veritate, 29 червня 2009, вид.: Любов у правді: Енцикліка про інтегральний людський розвиток у любові та правді (29 червня 2009 р.) [Архівовано 19 квітня 2015 у Wayback Machine.]. — Львів: Місіонер, 2010. — 128 с. — ISBN 978-966-658-207-5

## Почесні звання
Бенедикт XVI є почесним доктором 10 навчальних закладів:
- 1984 Коледж святого Томи, Сент-Пол, Мінесота, США
- 1986 Папський католицький університет у м. Ліма (Перу)
- 1987 Айхштетсько-Інгольштадт|Інгольштадський католицький університет (Баварія, Німеччина)
- 1988 Люблінський католицький університет (Польща)
- 1998 Наварський університет, Памплона (Іспанія)
- 1999 Вільний Університет пресв. Марії Ассунти в Римі
- 2000 Вроцлавський університет (Вроцлав, Польща)
- 2005 Клузький університет ім. Бабеша Бойяї (Клуж-Напока, Румунія)
- 2015 Краківська музична академія[25] (Польща)
- 2015 Папський університет Івана Павла II (Краків, Польща)[26]